# GABRR2
GABRR2 (англ. Gamma-aminobutyric acid type A receptor rho2 subunit) – білок, який кодується однойменним геном, розташованим у людей на короткому плечі 6-ї хромосоми. Довжина поліпептидного ланцюга білка становить 465 амінокислот, а молекулярна маса — 54 151.
| 10         |  | 20         |  | 30         |  | 40         |  | 50         |
| ---------- |  | ---------- |  | ---------- |  | ---------- |  | ---------- |
| MPYFTRLILF |  | LFCLMVLVES |  | RKPKRKRWTG |  | QVEMPKPSHL |  | YKKNLDVTKI |
| RKGKPQQLLR |  | VDEHDFSMRP |  | AFGGPAIPVG |  | VDVQVESLDS |  | ISEVDMDFTM |
| TLYLRHYWKD |  | ERLAFSSASN |  | KSMTFDGRLV |  | KKIWVPDVFF |  | VHSKRSFTHD |
| TTTDNIMLRV |  | FPDGHVLYSM |  | RITVTAMCNM |  | DFSHFPLDSQ |  | TCSLELESYA |
| YTDEDLMLYW |  | KNGDESLKTD |  | EKISLSQFLI |  | QKFHTTSRLA |  | FYSSTGWYNR |
| LYINFTLRRH |  | IFFFLLQTYF |  | PATLMVMLSW |  | VSFWIDRRAV |  | PARVSLGITT |
| VLTMTTIITG |  | VNASMPRVSY |  | VKAVDIYLWV |  | SFVFVFLSVL |  | EYAAVNYLTT |
| VQERKERKLR |  | EKFPCMCGML |  | HSKTMMLDGS |  | YSESEANSLA |  | GYPRSHILTE |
| EERQDKIVVH |  | LGLSGEANAA |  | RKKGLLKGQT |  | GFRIFQNTHA |  | IDKYSRLIFP |
| ASYIFFNLIY |  | WSVFS      |  |            |  |            |  |            |

A: Аланін

C: Цистеїн

D: Аспарагінова кислота

E: Глутамінова кислота

F: Фенілаланін

G: Гліцин

H: Гістидин

I: Ізолейцин

K: Лізин

L: Лейцин

M: Метіонін

N: Аспарагін

P: Пролін

Q: Глутамін

R: Аргінін

S: Серин

T: Треонін

V: Валін

W: Триптофан

Кодований геном білок за функціями належить до іонних каналів, хлорних каналів. 
Задіяний у таких біологічних процесах, як транспорт іонів, транспорт. 
Білок має сайт для зв'язування з хлоридом. 
Локалізований у клітинній мембрані, мембрані, клітинних контактах, синапсах.